# Statuty Karnkowskiego
Statuty Karnkowskiego lub Konstytucje Gdańskie (łac. Statuta seu Constitutiones Carncovianae) – ogłoszone 15 marca 1570 przez biskupa kujawskiego Stanisława Karnkowskiego, potwierdzone przez sejm 20 czerwca 1570, precyzujące zwierzchnie prawa króla polskiego i Rzeczypospolitej w Gdańsku oraz na morzu.

## Historia
W roku 1570 sejm zatwierdził statuty biskupa Stanisława Karnkowskiego, określające zasady polityki morskiej oraz podległości Gdańska Rzeczypospolitej; dokument ten potwierdzał prawo króla do nakładania embarga na handel morski z dowolnym krajem; monarcha miał prawo budowania nowych portów i tworzenia floty wojennej; poszerzone zostały kompetencje sądownicze króla wobec Gdańska; w ustroju miasta zwiększono uprawnienia pospólstwa.
Opracowane przez Komisję Karnkowskiego, składały się z 67 artykułów, ograniczających znacznie samodzielność gdańskiej rady. Między innymi zastrzeżono dla króla prawo otwierania i zamykania portu i regulowania żeglugi; nałożono na członków gdańskiej rady i burmistrzów oraz na komendanta twierdzy w Wisłoujściu i Latarni obowiązek składania przysięgi na wierność królowi.
Statuty Karnkowskiego nie weszły w życie, m.in. wskutek porzucenia polityki morskiej Zygmunta II Augusta po jego śmierci i ustępstw Batorego (1577).